# Jan Lesiński
Jan Lesiński (ur. 11 lipca 1908 roku w Słupie, zm. 7 lutego 1940 w Stutthof) – polski duchowny katolicki.

## Życiorys
Jan Lesiński urodził się jako syn Franciszka – rolnika i Anastazji z domu Słupskiej. W 1930 roku po ukończeniu gimnazjum w Grudziądzu wstąpił do Wyższego Seminarium Duchownego w Pelplinie, gdzie po studiach filozoficzno-teologicznych przyjął sakrament święceń kapłańskich 15 czerwca 1935 roku. Trzy dni później w Grucie, odprawił prymicyjną Mszę Świętą. 
Pierwszą jego placówką duszpasterską była parafia pw. Serca Pana Jezusa w Grudziądzu. Latem 1939 roku został mianowany wikariuszem w parafii pw. Świętej Rodziny w Gdyni Grabówku.
Był aresztowany, jako zakładnik, 13 września 1939 roku na dziesięć dni. Ponownie został aresztowany 2 listopada 1939 roku i osadzony w więzieniu w Nowym Porcie w Gdańsku. 18 stycznia 1940 roku przeniesiono go do niemieckiego obozu koncentracyjnego w Stutthofie.

## Śmierć
Wiadomo, że Jan Lesiński zginął zastrzelony w Stutthofie. Jednakże nie można dokładnie ustalić okoliczności rozstrzelania. Dostępny materiał dowodowy nie jest jeszcze na tyle wystarczający, aby precyzyjnie, i szczegółowo odtworzyć wydarzenia tamtych dni. 
Według jednych świadectw  miał on zginąć w nocy około godz. 2.30 z wtorku na Środę popielcową, 7 lutego 1940 roku, gdy wychodząc z bloku, nie zawołał do strażnika: Bitte, austreten!. Według tej wersji miał otrzymać postrzał w klatkę piersiową z wieży wartowniczej. Rano znaleziono jego ciało na zewnątrz baraku. Inne świadectwa podają, że został zastrzelony z bliska, broniąc się przed nazistami.

## Patronat
- 14 czerwca 2007 roku Szkoła Podstawowa w Słupie otrzymała imię ks. Jana Lesińskiego.[2]